# Симба, Титус
Титус Симба (англ. Titus Simba; 30 ноября 1941, Танзания — не позднее 2012, Танзания) — танзанийский боксёр. Участник летних Олимпийских игр 1968 и 1972 годов.

## Биография
Титус Симба родился в 1941 году на территории современной Танзании.
В 1968 году вошёл в состав сборной Танзании на летних Олимпийских играх в Мехико. В весовой категории до 75 кг в 1/16 финала решением судей проиграл Крису Финнегану из Великобритании.
В 1970 году завоевал серебряную медаль Игр Британского Содружества наций в Эдинбурге, уступив в финале весовой категории до 75 кг Джону Конте из Англии.
В 1972 году вошёл в состав сборной Танзании на летних Олимпийских играх в Мюнхене. В весовой категории до 75 кг в 1/8 финала решением судей проиграл Рейме Виртанену из Финляндии.
Работал водителем, был военнослужащим Народных сил обороны Танзании. Джон Конте, готовившийся к переходу в профессионалы, приглашал Симбу стать его спарринг-партнёром с перспективой также стать профессионалом. Однако эмигрировать было трудно для военнослужащего, и он отказался.
Умер не позже 2012 года в Танзании в нищете.